# Рязановщина (Иркутская область)
Рязановщина — деревня в Иркутском районе Иркутской области России. Входит в состав Никольского муниципального образования. Находится примерно в 48 км к северу от районного центра.

## Население
По данным Всероссийской переписи, в 2010 году в деревне проживало 160 человек (84 мужчины и 76 женщин).